# Vexillum styria
Vexillum styria är en snäckart som först beskrevs av Dall 1889.  Vexillum styria ingår i släktet Vexillum och familjen Costellariidae. Inga underarter finns listade i Catalogue of Life.